# التدفق الثقافي العالمي
يشمل التدفق الثقافي العالمي تدفق الأشخاص والتحف والأفكار عبر الحدود الوطنية نتيجة للعولمة. يمكن ملاحظة التدفقات الثقافية العالمية في خمسة "مناظر طبيعية" أو أبعاد مترابطة، والتي تميز الاختلافات الأساسية بين الاقتصاد والثقافة والسياسة في الاقتصاد الثقافي العالمي.
تضمّ الأبعاد الخمس للتدفق الثقافي العالمي ما يلي:
- البُعد العرقي - تدفق المُهاجرين البشر
- البُعد التكنولوجي - تدفق وتكوينات التكنولوجيا
- البُعد المالي - تدفق الأموال وشبكات الأعمال العالمية
- البُعد الإعلامي - تدفق شبكات الصناعة الثقافية
- البُعد الأيدلوجي - تدفق الأفكار و الصور و أشكالها

تعيد هذه الأبعاد تشكيل  "الوسائل التي من خلالها يؤسس الأفراد الهويات الشخصية والجماعية."جوانب مختلفة تشمل : الدول القومية , و الشركات متعددة الجنسيات , و مجتمعات مشتتة , إضافة إلى التجمعات و الحركات ( سواء كانت دينية أو سياسية أو اقتصادية ), وكذلك الجماعات ذو العلاقات الوطيدة , مثل القرى و الأحياء و العائلات.
قدّم عالم الأنثروبولوجيا و منظّر العولمة أرجون أبادوراي الأبعاد الخمسة في مقالته" الانفصال و الاختلاف في الاقتصاد الثقافي العالمي "1990. نظرًا لأن التبادل الثقافي والمعاملات كانت مقيدة عادةً في الماضي بسبب العقبات الجغرافية فإن أبعاد أبادوراي الخمسة تتيح جريان المعاملات الثقافية و الاقتصادية.

## التدفق الثقافي العالمي
قدّم عالم الأنثربولوجيا و منظّر العولمة أرجون أبادوراي مفهوم التدفق الثقافي العالمي في مقالته "الانفصال والاختلاف في الاقتصاد الثقافي العالمي" (1990) ، حيث يجادل بأنه ينبغي على الناس إعادة النظر في التعارضات الثنائية التي فرضها الاستعمار ، مثل :  "العالمية" مقابل "المحلية" ، والجنوب مقابل الشمال ، والمتروبوليتان مقابل غير المتروبوليتان. وبدلاً من ذلك ، اقترح أن "التدفقات" أو "الأحجار" تتحرك عبر العالم ، حاملة رأس المال والصور والأشخاص والمعلومات والتقنيات والأفكار.
بينما تنتقل هذه التدفقات عبر الحدود الوطنية ، فإنها تشكل مجموعات وترابطات مختلفة ، وتتغير ، وتقسم الأفكار الثقافية إلى "أمة" و "دولة".
كما ذكر أبادوراي أنه على الرغم من وجود انفصال دائم بين تدفقات الناس والآلات والمال والأفكار والصور ، فإن العالم يقف عند مفترق طرق حيث يحدث هذا بشكل ملحوظ ؛ ومن ثم يشير إلى أهمية دراسة "المناظر". يساهم هذا الانتزاع أيضًا في تعزيز الفكرة المركزية للإزالة الإقليمية ، والتي يصفها أبادوراي بأنها القوة الرئيسية التي تؤثر على العولمة بمعنى أن الناس من مختلف البلدان والخلفيات الاجتماعية والاقتصادية يختلطون معاً ؛ أي أن الطبقات الدنيا في بعض البلدان تندمج في المجتمعات الأكثر ثراءً من خلال القوى العاملة. بعد ذلك ، أعاد هؤلاء الأشخاص إنتاج ثقافتهم العرقية ، ولكن في سياق غير إقليمي.
يدعي أبادوراي أن التدفقات العالمية تحدث في ومن خلال الفواصل المتزايدة بين الأكتاف. تنظم الألعاب الأولمبية ، على سبيل المثال ، مناظر مالية (تأتي شبكات الأعمال الإقليمية والوطنية والدولية للاستثمار في المدينة المضيفة) والمناسبات الإعلامية (تعرض حفلا الافتتاح والختام الثقافات الوطنية) ، وكذلك الأيديوسكابس (صور المدينة المضيفة) والبلد وتاريخهم وعاداتهم تنتشر في جميع أنحاء العالم لجذب السياح) والأثنوسكابيس (هجرات شبكات الأعمال والمواقع التي تم إزالتها من أجزاء من المدينة لإفساح المجال للأماكن الأولمبية). يمكن أن تنفصل Finanscapes عن الأثنية ، حيث غالبًا ما تحتج شبكات الحركات الاجتماعية العالمية على انتهاكات حقوق الإنسان التي تحدث أثناء الألعاب ؛ ونتيجة لذلك ، تصطدم الأيديوسية بعد ذلك بالمناظير العرقية ، حيث تتعطل العلامات التجارية وروايات المدينة بسبب هذه المظاهرات والصحافة السلبية اللاحقة.

## الأبعاد الخمسة

### البُعد العرقي
يشير البُعد العرقي إلى الهجرة البشرية ، وتدفق الناس عبر الحدود. وهذا يشمل المهاجرين واللاجئين والمنفيين والسياح ، من بين أفراد ومجموعات أخرى ، يبدو أنهم جميعًا يؤثرون في السياسات (وفيما بين) الدول إلى حد كبير.
يسمح مفهوم البُعد العرقي للفرد أن يعي أن مفاهيمه عن المكان و المجتمع أصبحت معقدة.في الواقع قد نجد مجتمعًا واحدًا ممتد في جميع أنحاء العالم. يزعم أبادوراي أنه لا يعني بذلك عدم وجود مجتمعات مستقرة في جانب القرابة و الصداقة و العمل و الترفيه,فضلاً عن الولادة و الإقامة و الأشكال البنيوية الأخرى.عوضًا عن ذلك , هو يسلّط الضوء على أن شكل هذا الثبات مشوه بالحركة البشرية ، حيث يتعامل المزيد من الناس مع حقائق الاضطرار إلى التحرك أو رغبات الرغبة في التحرك.
السياحة ، على وجه الخصوص ، تزود عمومًا الناس من البلدان المتقدمة بالاتصال بالناس في العالم النامي.

### البُعد التكنولوجي
إن البُعد التكنلوجي يُشير إلى تدفق التكنولوجيا (الميكانيكية والمعلوماتية) والقدرة على تحريك هذه التكنولوجيا بسرعات عالية .  يزداد تدفق التكنولوجيا بشكل خاص مع زيادة وتيرة الابتكار التكنولوجي.  و بناءً على ذلك ، فإن إدخال التكنولوجيا الجديدة (مثل الإنترنت) يزيد من التفاعلات والتبادلات الثقافية. على سبيل المثال ، تنقل الهواتف الذكية عبر الحدود وتؤثر بشكل جذري على الحياة اليومية للأفراد على طول سلسلة السلع.

### البُعد المالي
يُشير البُعد المالي إلى تدفق الأموال و شبكات الأعمال العالمية عبر الحدود. يفترض أبادوراي أنه عند النظر في الإطار المالي ، يجب على المرء أن يفكر في كيفية تحرك رأس المال العالمي اليوم بطريقة متزايدة الانسيابية وغير متكافئة ، مما يساهم في عدم القدرة على التنبؤ بشكل عام بجميع الجوانب الخمسة للتدفقات الثقافية العالمية ككل.
شرح علماء الاجتماع مثل أنتوني جيدينز سيولة رأس المال بشكل أكبر ، الذي زعم في محاضرة بي بي سي ريث لعام 1999 حول العولمة ، أن ظهور النقود الإلكترونية جعل تحويل رأس المال والتمويل في جميع أنحاء العالم عملية سهلة. العملية التي تطرح نقلة نوعية كبيرة. يقترح جيدينز أن هذه السهولة لديها القدرة على زعزعة استقرار ما يمكن اعتباره سابقًا اقتصادات مستقرة..
اليوم، تسارع التحويل العالمي للأموال بوتيرة متسارعة فقط ، حيث أن المعاملات في العديد من مراكز التمويل الدولية الكبيرة (مثل بورصة نيويورك) لها تأثيرات شبه فورية على الاقتصادات في جميع أنحاء العالم.

### البُعد الإعلامي
يشير الميديا سكيب إلى نطاق الوسائط الإلكترونية والمطبوعة في التدفقات الثقافية العالمية ؛ إنه يشير إلى كل من توزيع القدرات الإلكترونية لإنتاج ونشر المعلومات (الصحف والمجلات والتلفزيون والأفلام ، وما إلى ذلك) ، وكذلك إلى "صور العالم التي أنشأتها هذه الوسائط". توفر هذه الوسائط الإعلامية رواسب هائلة من الصور والقصص والأشكال العرقية للمشاهدين ، مما يمزج بعمق بين "عالم السلع" و "عالم الأخبار والسياسة".
على وجه الخصوص ، يمكن للإعلام أن يؤثر بشكل مباشر على المناظر الطبيعية (في شكل ملصقات ولوحات إعلانية) ويؤثر أيضًا بمهارة - من خلال تقنيات مقنعة وحضور متزايد الانتشار - على الطريقة التي يدرك بها الناس الواقع.
مصطلح ميديا سكيب سبق استخدام أباروداي , استخدمته شركة تعاون ميديا سكيب التي, تأسست عام 1992 ،أول مرة بغرض تقديم وسائط غنية عبر الإنترنت والويب. الشركة هي المالك الأمريكي للعلامة التجارية الفيدرالية لاستخدام هذه العلامة فيما يتعلق بمنتجات الوسائط المتعددة في التجارة.
يصفُ مصطلح ميديا سكيب أو البُعد الاعلامي الثقافة البصرية. على سبيل المثال ، "الشريط الإعلامي الأمريكي أصبح حزبيًا بشكل متزايد" أو ببساطة للإشارة إلى "ما هو موجود" كما هو الحال في "مسح سريع للشريط الإعلامي البريطاني يوضح مدى ضياع القناة الرابعة". يتم استخدامه أيضًا كمصطلح عام لوصف قطعة أثرية للوسائط الرقمية حيث ترتبط عناصر الوسائط الرقمية بمناطق في الفضاء ويمكن بعد ذلك تشغيلها من خلال موقع الشخص الذي يواجه الوسائط. وبالتالي ، في شريط الوسائط ، يمكن لأي شخص أن يتجول في منطقة ما ، وأثناء قيامه بذلك ، سوف يسمع الأصوات المخزنة رقميًا المرتبطة بأماكن مختلفة في تلك المنطقة.

### البُعد الأيديولوجي
المشهد هو تدفق الأفكار والأيديولوجيات ، ويتألف من المفاهيم والمصطلحات والصور. يمكن أن تحدث حركة الأفكار هذه على نطاق صغير ، مثل مشاركة الفرد لآرائه الشخصية على منصة التويتر يمكن أن تحدث على مستوى أكبر وأكثر منهجية مثل المبشرين.
غالبًا ما يكون المشهد السياسي وغالبًا ما يتعلق بإيديولوجيات الدول جنبًا إلى جنب مع الأيديولوجيات المضادة للحركات الموجهة صراحة نحو الاستيلاء على سلطة الدولة  أو جزء منها. لذلك يمكن أن تتكون من أفكار مثل "الحرية والرفاهية والحقوق والسيادة والتمثيل والديمقراطية.

## أنظر أيضاً
ذات صلة بالوسائط:
وسائط متعددة